# Sinagoga di Lisbona
La Sinagoga di Lisbona, formalmente Sinagoga Shaaré Tikvah ("Porte della speranza"), è una storica sinagoga portoghese situata nella freguesia di Santo António, nel comune di Lisbona.

## Storia

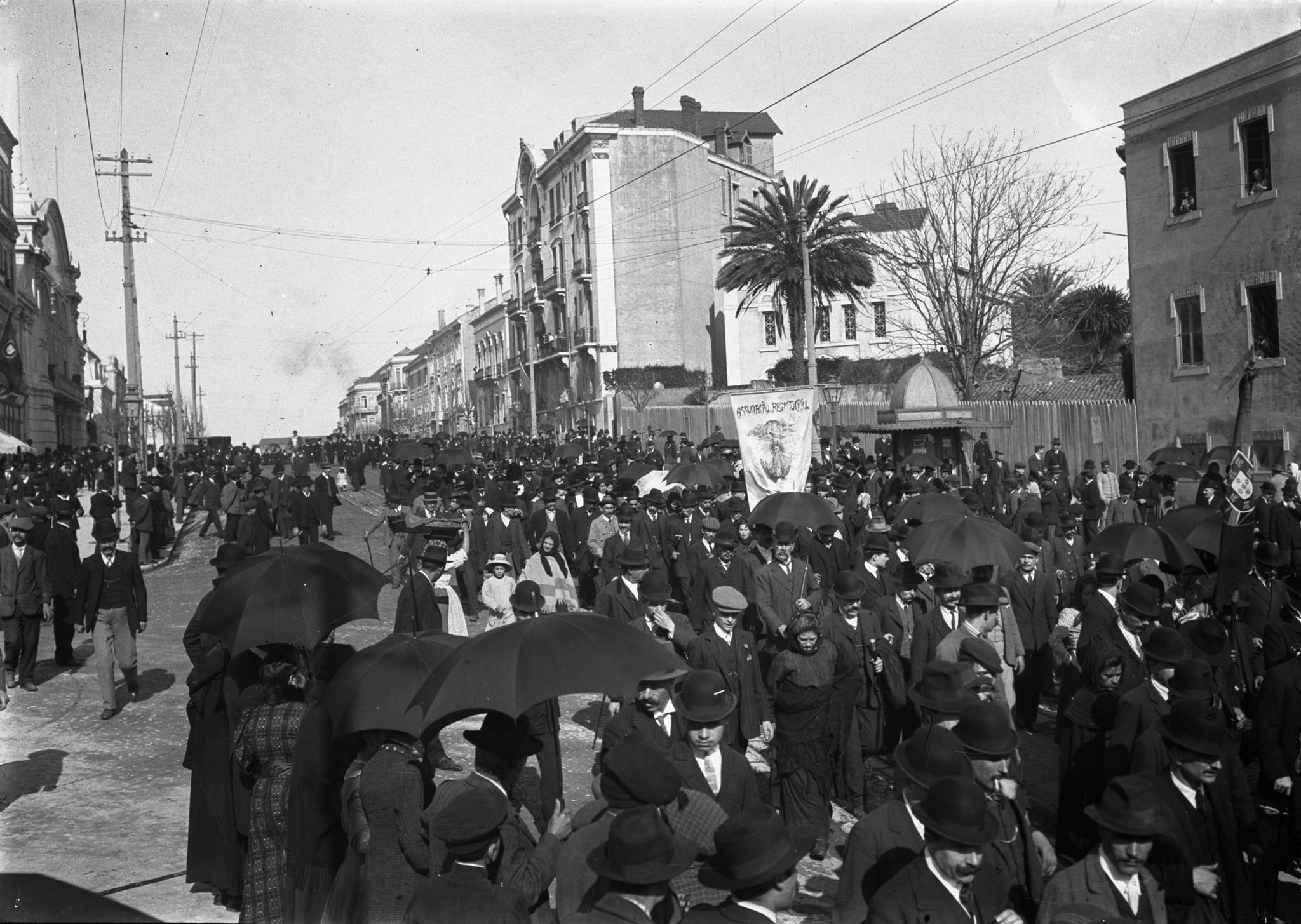
La processione per Teofilo Braga passa davanti al sito della sinagoga in Rua Alexandre Herculano

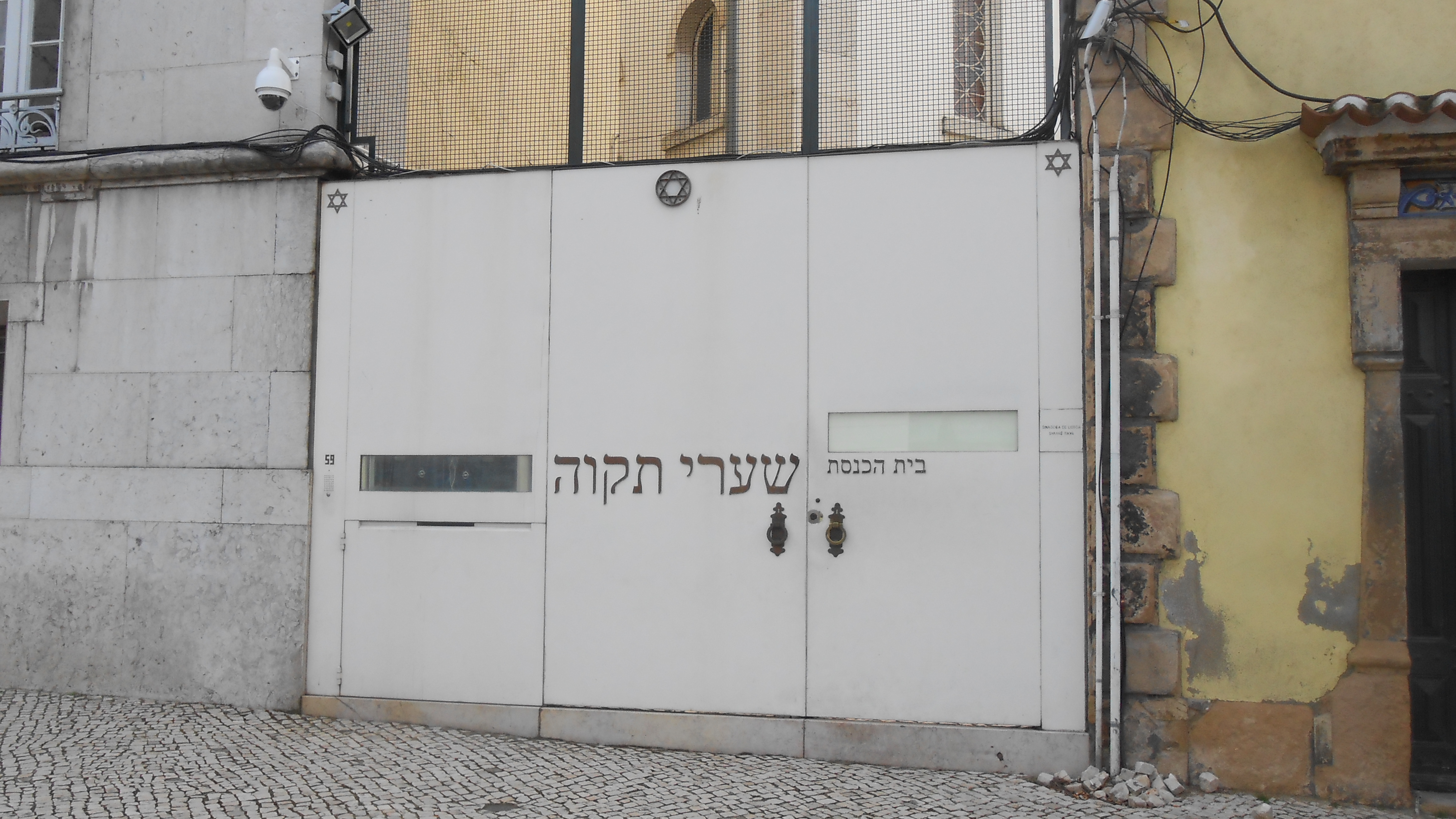
L'ingresso alla sinagoga Shaare Tikva lungo Rua Alexandre Herculano

La presenza di ebrei a Lisbona risale al Medioevo, ma la comunità subì un duro colpo nel 1497, quando un editto del re Manuele I ordinò agli ebrei di convertirsi al cristianesimo o di lasciare il paese. Tutte le sinagoghe di Lisbona furono confiscate dal re e date agli ordini religiosi cristiani. Per gli ebrei convertiti al cattolicesimo, chiamati nuovi cristiani (cristãos novos), l'istituzione dell'Inquisizione portoghese, nel 1536, significò un pericolo permanente di persecuzione. La situazione dell'ebraismo in Portogallo cambiò all'inizio del XIX secolo, quando fu abolita l'Inquisizione portoghese e gli ebrei sefarditi del Marocco e di Gibilterra, per lo più mercanti, iniziarono a migrare a Lisbona e in altre parti del Portogallo. Per tutto il XIX secolo, la piccola comunità ebraica di Lisbona non aveva una sinagoga e doveva celebrare i propri riti religiosi in case private.
Il tentativo di costruzione di una sinagoga ebraica avvenne nel XIX secolo, ma vi furono difficoltà, in particolare legate al suo riconoscimento ufficiale da parte dei monarchici portoghesi. Una richiesta ufficiale per costruire la sinagoga venne fatta il 4 marzo 1897, e fu inviata a Londra e a Lourenço Marques il 12 ottobre. Fu istituita una commissione per studiarne la costruzione, nominata dalla comunità ebraica di Lisbona, rappresentata da Leão Amezalak, Abraão Anahory, Mark Seruya, Jacob Levy Azancot, Saul Cagi e Jaime Pinto.
Il 23 agosto 1901 fu firmata la licenza per acquistare il terreno lungo Rua Alexandre Herculano. Nel 1902 le aree furono donate al Comitato israeliano di Lisbona e fu elaborato un progetto da Miguel Ventura Terra (1866-1919), approvato da una commissione guidata da Joaquim Bensaúde. Il progetto prevedeva uno spazio operativo che avrebbe potuto consentire a 400 uomini e 200 donne di celebrare il loro culto religioso. Il 25 maggio venne posata la prima pietra per la costruzione dell'edificio da parte di Abraham E. Levy. La sinagoga fu inaugurata il 18 maggio 1904, dopo i lavori eseguiti da Pereira de Campos: fu la prima sinagoga costruita in Portogallo, dalla fine del XV secolo. Nello stesso anno fu eseguito un dipinto da José Maria Veloso Salgado.
Nel 1940 fu istituita una commissione per raccogliere fondi per la riparazione del tetto, che fu ricostituito nel 1948. Il progetto era stato elaborato dall'architetto Carlos João Chambers Ramos. Nel maggio 1949 la sinagoga fu riaperta, con una solenne cerimonia alla presenza del rabbino capo di Parigi, Jacob Kaplan.
Nel dicembre 1995, l'edificio è stato proposto per la classificazione nel patrimonio nazionale.
Nel dicembre 2004 è stata celebrata una solenne cerimonia per celebrare i 100 anni dalla sua costruzione. Il presidente portoghese Jorge Sampaio e il rabbino capo sefardita di Israele Shlomo Amar sono stati tra gli oratori.

## Architettura

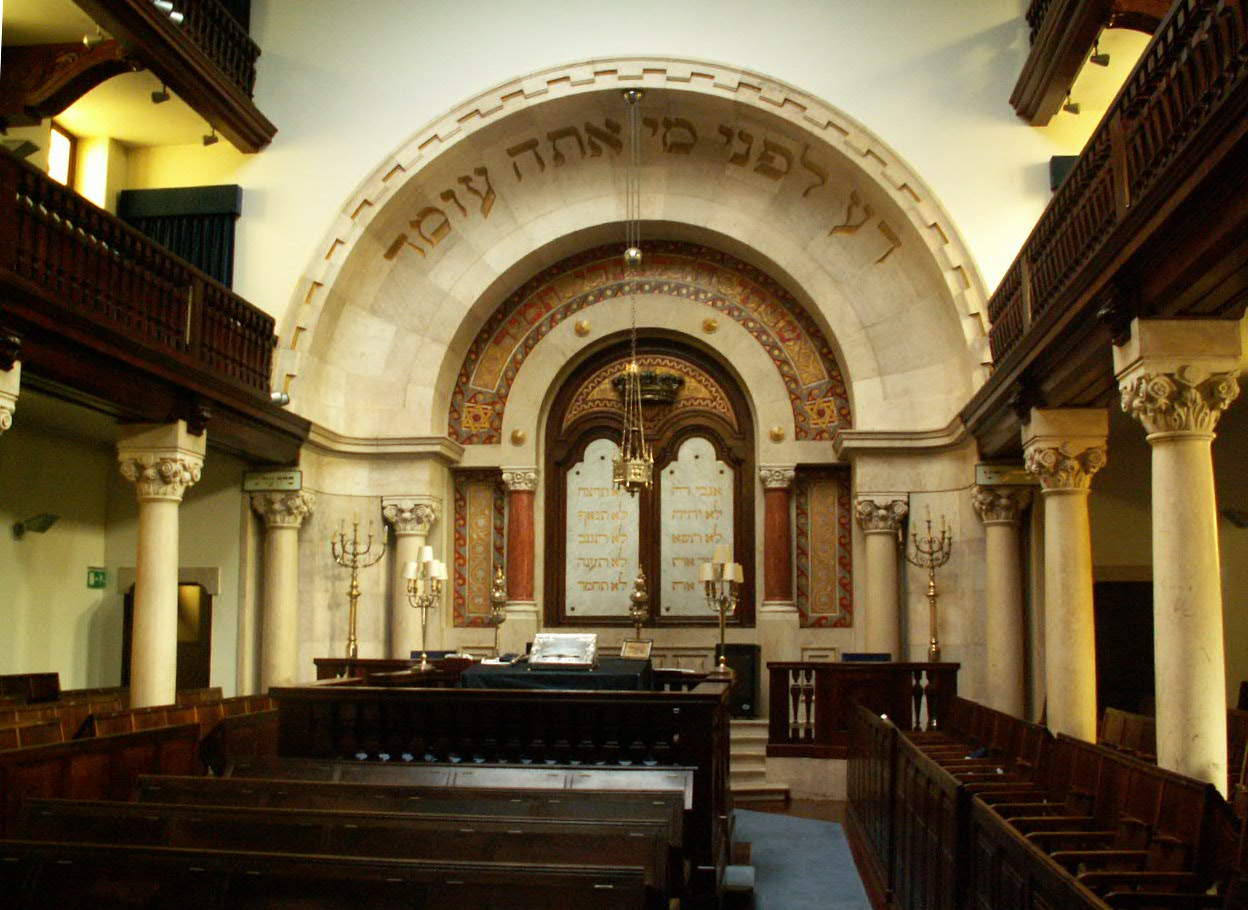
Interno della sinagoga Shaarei Tikva. Il piano terra è destinato agli uomini mentre le donne pregano nelle gallerie superiori

La sinagoga si trova in un paesaggio urbano, nascosta all'interno dell'isolato dietro una recinzione e un muro, incassata in un edificio obliquo rispetto alla strada. La facciata principale si affaccia su un cortile interno, poiché la legge portoghese, nel XIX secolo, vietava ai templi religiosi non cattolici di affacciarsi sulla strada.
Ventura Terra concepì un tempio in uno stile che mescolava neobizantino e neoromanico, coerente con l'architettura della sinagoga nel revival moresco. La sinagoga è un edificio rettangolare, simmetrico orientato da ovest a est, verso Gerusalemme, con ampi spazi interni, uno spazio di appoggio posteriore ed un esterno verso un'area sopraelevata.
La facciata principale ha fondamenta, angoli e capitelli decorativi in pietra, con finestre rettangolari inquadrate in reticoli geometrici. I tre registri sono divisi, tra il secondo e il terzo piano, da un fregio che divide finestre rettangolari da tre finestre bombate del frontone. Il portale principale comprende un portico di gusto gotico e un portale fiancheggiato da lesene, utilizzato dai membri maschili della congregazione, mentre sulla facciata laterale sinistra c'è un altro accesso per le donne. La facciata posteriore presenta tre finestre ad arco, con due finestre rettangolari per lato.
L'ingresso è composto da un vestibolo, sala di supporto, con accesso al piano interrato (ubicazione dei lavatoi e mikveh) e accesso ai piani superiori e galleria. L'annesso (a destra della facciata principale) si collega alla seconda galleria, un appartamento e si integra (a ovest) con i lavatoi.
L'interno comprende tre elementi. Al centro del tempio si trova un'ala centrale, che si estende su tre piani, e ali laterali divise da pilastri e gallerie. Nella parete frontale si eleva al centro il bimah, o almemor, che è il luogo degli officianti. Si solleva dal pavimento di cinque gradini e vi si trovano i rotoli della torah. Ai lati e orientati verso il centro si trovano i sedili per i maschi, mentre i sedili per le donne sono situati nelle tribune superiori.